# Setophaga petechia
La reinita de manglar (Setophaga petechia), también denominada reinita amarilla, reinita dorada, chipe amarillo y canario de manglar, es una especie de ave paseriforme de la familia Parulidae. Es la especie más ampliamente distribuida del género Setophaga, ya que cría en toda Norteamérica y migra hacia el sur hasta el norte de Sudamérica. Tiene 43 subespecies reconocidas,  divididas en tres grupos principales.
- Grupo aestiva, en toda Norteamérica, el sur y el centro de México en tierras de montes y arbustos, con frecuencia húmedos. Es migratorio, invernando en América Central y en Sudamérica. Es accidental en Europa occidental. Miden 11,5 cm de largo y pesan 9 g. Los machos en verano son verdosos arriba y amarillos abajo, con estrías rojizas en el pecho. L aestiva varía principalmente en brillantez.

- Grupo erithachorides, grupo más grande: 12,5 cm y 11 g. Reside en manglares de las costas de América Central y el norte de Sudamérica. Los machos en verano difieren de aestiva por presentar capuchas rojizas. Las subespecies en este grupo varían en la extensión y tonos de la capucha.

- Grupo petechia, grupo residente en manglares de las Antillas. Los machos en verano difieren de aestiva en que presentan una corona (raramente capucha) rojiza. Las subespecies en este grupo varían en extensión y tonos de la mancha en la cabeza.

El plumaje de las hembras es esencialmente verdoso por encima y amarillento por debajo, los jóvenes machos adquieren rápidamente las rayas en el pecho, y a veces coloración en la cabeza.
Vive en manglares, bosques secos de la costa y arbustos cerca del agua, pantanos y ríos en tierras bajas. 
Se alimentan de insectos,crustáceos y arañas. Las subespecies norteñas comen también bayas. Anidan en plantas herbáceas. Tanto el macho como la hembra alimentan a los polluelos.
El grupo aestiva pone de 3 a 6 huevos, y los otros dos grupos, que nidifican en manglares, suelen poner menos huevos.
El reclamo varía mucho entre subespecies; el más típico es un suave o fuerte yíp.
Esta especie es un huésped regular de Molothrus bonariensis, un parásito de nidos.

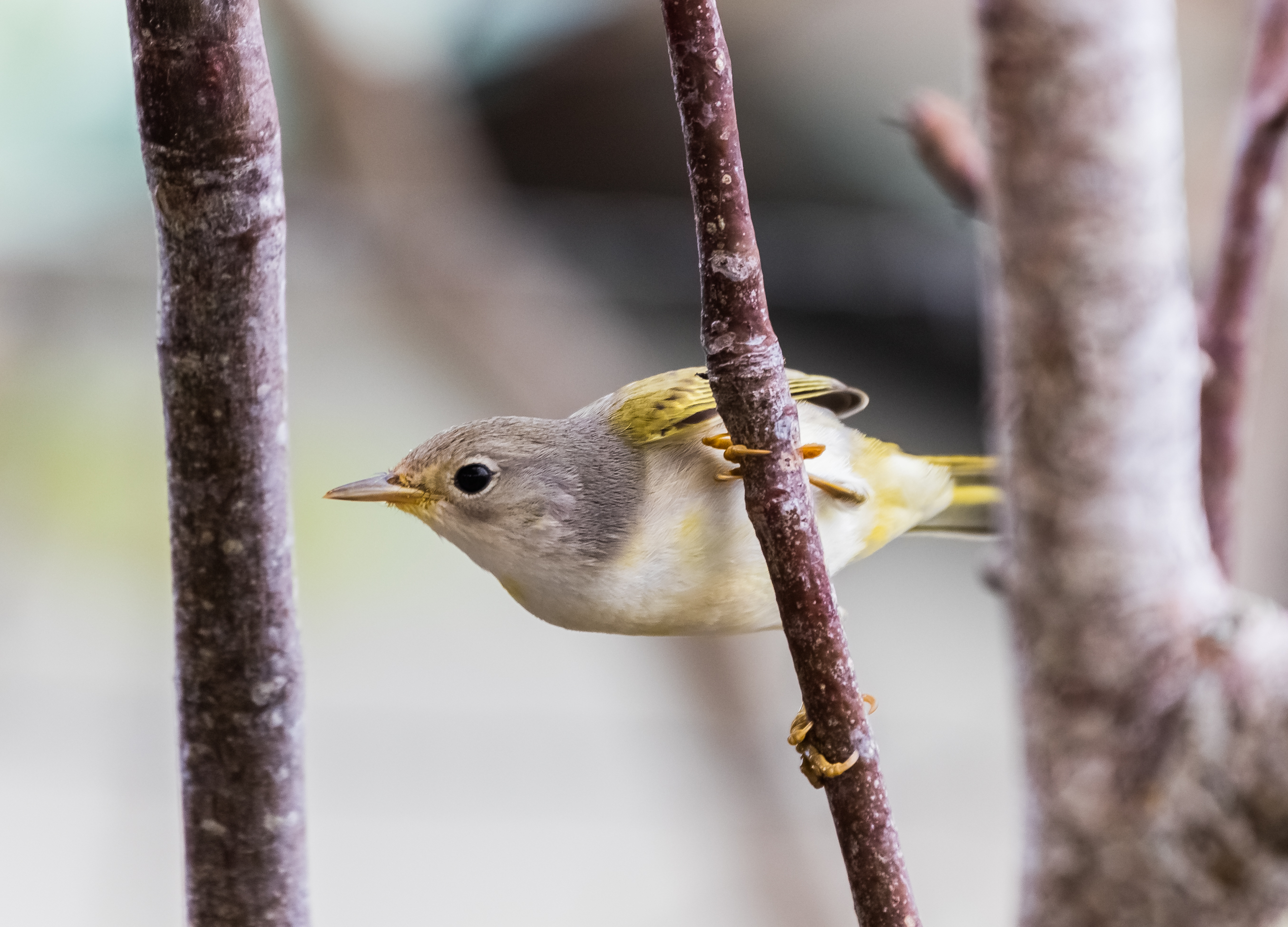
Ejemplar joven.